# Можарка (Красноярский край)
Можарка — село в Курагинском районе Красноярского края в России. Является административным центром Можарского сельсовета.

## Географическое положение
Расположена в горной системе Восточный Саян, на водоразделе рек Имисс (приток Кизира) и Можарка приток Казыра), высота центра села 377 метров, примерно в 56 километрах на северо-восток от райцентра Курагино (там же железнодорожная станция).
В селе семь улиц: Зелёная, Колхозная, Молодёжная, Нагорная, Полевая, Советская, Школьная.

## Население
| 2010 |
| ---- |
| 682  |

## История
На основании Журнала заседаний Енисейской губернской казенной палаты за 1869 год (ГАКК, Ф.160 Оп.3 Д.191 Лл.163-164об.) следует, что "по просьбе крестьян Енисейской губернии Ачинского округа Назаровской волости Анисима Малькова с товарищами о причислении их с семействами на избранную ими местность по рч. Мажарке Минусинского округа Тесинской волости, с образованием новой деревни, Казённая Палата, принимая во внимание, что просимая крестьянами местность по удостоверению начальника партий топографа Махова 1-го оказалась свободной, казне принадлежащей и годной для устройства новой деревни, не имея препятствия, не дожидаясь обмежевания её в дачу, образовать на ней новую деревню под названием Мажарки и водворить туда просителей, по чему постановлением на 29 ноября 1868 г. состоявшимся [ГАКК, Ф.160 Оп.3 Д.188 Лл.423-428] , заключила на сказанной выше местности, лежащей Минусинского округа Тесинской волости по обеим сторонам рч. Мажарки, вытекающей из Мажарского озера, образовать новую деревню под названием Мажарской...".
Вскоре в селе поставили дома переселенцы-староверы из Пермской губернии Агафоновы, Сторожевы и Баяндины. К 1897 году в селе проживало 80 семей, к этому же времени относится начало плановой застройки села. В 1900 году открыта первая школа, в следующем году под неё построено отдельное здание, первый учитель — поляк Пётр Францевич Богуславский.
В 1919 году в селе образован сельсовет, включивший также деревню Ключи (Каргажную) и мельницу Костылёва. В 1919—1924 годы сельсовет входил в Имисскую волость, после территориальной реформы включён в состав Курагинского района.
В начале 1930-х годов в селе основан колхоз «Тайга за пятилетку», в 1952 году колхоз объединён с соседним хозяйством «Красный победитель» из Ново-Спасовки. Председатель колхоза в 1950-е годы — Андрей Григорьевич Ивашкин, к этому времени относится строительство гидроэлектростанции на реке Имиссик и электрификация села. В 1957 году колхоз переименован в «40 лет Октября».